# Enduction
 (janvier 2022).
Si vous disposez d'ouvrages ou d'articles de référence ou si vous connaissez des sites web de qualité traitant du thème abordé ici, merci de compléter l'article en donnant les références utiles à sa vérifiabilité et en les liant à la section « Notes et références ».
L’enduction est un traitement de surface qui consiste à appliquer un revêtement généralement liquide (laque, peinture, huile, etc.) sur un support (papier, textile, film plastique, métal, etc.). Lorsque le substrat n'est pas plan, on parle plutôt d'enrobage. Généralement, l’enduction est suivie d'un séchage et éventuellement d'une réticulation.

## Classification
Les différentes méthodes d’enduction sont classifiées suivant qu'il s'agit d'une enduction libre, d'une enduction auto-contrôlée ou d'une enduction pré-contrôlée.

### Enduction libre
Dans cette catégorie, le substrat est immergé dans un bain. Les paramètres qui permettent de déterminer l'épaisseur de fluide sur le substrat sont principalement :
vitesse de substrat, viscosité du fluide, densité du fluide, angle entre le substrat et la surface du bain, la tension de surface.

### Enduction autocontrôlée
Les techniques d’enduction autocontrôlée sont une évolution d’enduction libre dans le fait qu'elles impliquent une enduction libre qui est par la suite contrôlée afin de réduire l'épaisseur de fluide ou atteindre des vitesses plus importantes. Chaque technique dispose de ses propres méthodes pour atteindre l'épaisseur voulue à la vitesse désirée.
Dans cette catégorie, on peut citer l’enduction au rouleau, l’enduction par rouleaux engravés, l’enduction à la racle, l’enduction par couteaux d'air (air knives) et l’enduction centrifuge.

### Enduction pré-contrôlée
Les méthodes d’enduction pré-contrôlée permettent d'appliquer directement la quantité voulue de fluide sur le substrat. Ces techniques nécessitent l'utilisation d'une pompe de bonne qualité qui va alimenter une filière dans le but de distribuer le fluide de façon homogène sur toute la largeur désirée. De cette manière, l'épaisseur appliquée est facilement contrôlée par le rapport du débit linéaire en fonction de la vitesse du substrat.
Dans cette catégorie, on peut distinguer trois types de procédés :
- l’enduction en rideau (curtain coating) ;
- l’enduction fente (slot bead coating) ;
- l’enduction tobogan (slide bead coating).

## Utilisation industrielle

### Métallurgie
Dans la métallurgie, on applique principalement des laques et peintures afin d'accroître les propriétés anti-corrosives (tôles peintes) ou pour protéger les aliments (boîtes de conserves).
On peut distinguer principalement deux méthodes d’enduction utilisées dans l'industrie métallurgique :
- l’enduction au rouleau, qui est utilisée pour appliquer des prétraitements, peintures ou laques ;
- la galvanisation à chaud, qui applique la couche de zinc sur l'acier. Cette technique met en œuvre une enduction utilisant des couteaux d'air pour ajuster l'épaisseur de zinc liquide.

### Plasturgie
En transformation de matières plastiques, l’enduction concerne la production de produits plats en particulier des revêtements de sol et de mur en PVC et des films pour l'emballage souple. Parmi d'innombrables possibilités :
- un film ordinaire (PE) sera enduit d'un matériau qui va lui conférer des propriétés barrières à l'oxygène, par exemple du PVDC, pour fabriquer des emballages alimentaires ;
- un PET métallisé sera enduit d'une laque thermofusible pour réaliser un film d'operculage ;
- un PP orienté et allégé (OPP cavité) sera enduit d'une colle à froid (cold seal) pour permettre l'emballage de barres chocolatées.

### Textiles

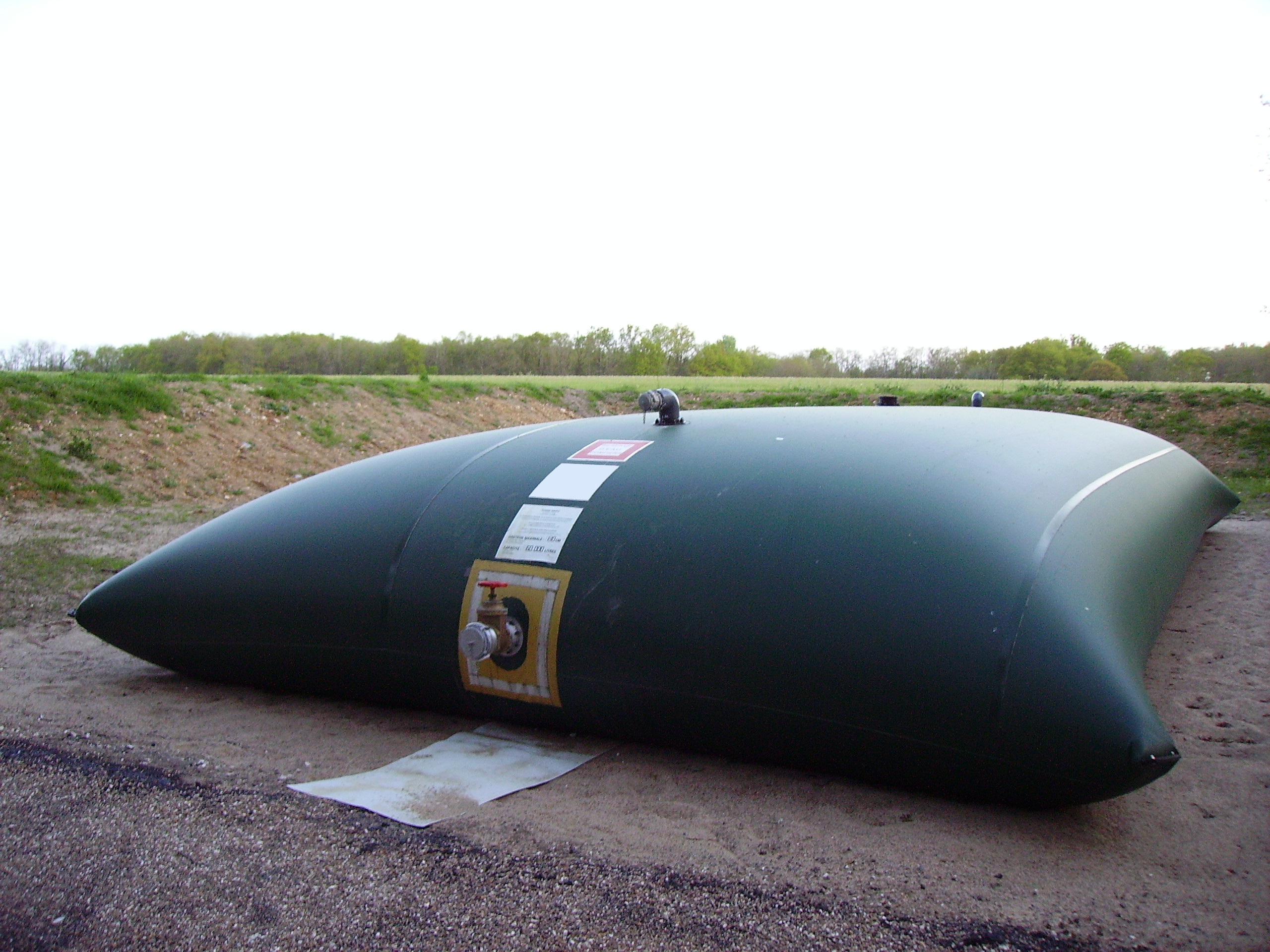
Citerne souple de défense incendie en tissu polyester enduit PVC

Dans le domaine des textiles, le revêtement peut être appliqué par calandrage, lame, racle, immersion, mousse ou pulvérisation. Une substance (laque, huile, résine, vinyle, etc.) est déposée sur l’une des faces du tissu, généralement pour le rendre imperméable ou résistant aux taches.
Le textile enduit est un composite armé qui trouve son utilisation dans la confection de citernes souples, bâches de camion, bâches de piscine, etc.